# 乡李下村
乡李下村，中华人民共和国山东省东营市利津县北宋镇所辖行政村。位于利津县西南部。全村人口169户，610人(2010年底)。耕地面积1100亩。行政区划代码370522101254。